# فهرست نمایندگان دوره پانزدهم مجلس افغانستان
فهرست نمایندگان دوره پانزدهم مجلس افغانستان که در انتخابات مجلسی سال ۱۳۸۴ توانستند به مجلس راه پیدا کنند. مجلس افغانستان ۲۴۹ عضو دارد. نام‌های همه نمایندگان این دوره از قرار فهرست زیر است:

## فهرست نام‌ها
فهرست نام‌های نمایندگان دوره پانزدهم مجلس افغانستان:
| اروزگان - سونا نیلوفر - عبدالخالق مجاهد - هاشم وطنوال بادغیس - آزیتا رفعت - محمد یعقوب - صالح محمد ملا ملنگ - عبدالله صادقی بامیان - صفورا ایلخانی - جمال‌الدین فکوری بهشتی - محمد اکبری - محمد سرور جوادی بدخشان - امان‌الله پیمان - برهان الدین ربانی: کشته شد. - سلطان محمد اورنگ - عبدالقدیر صیاد - محبت‌شاه کاشانی - عبدالعزیز عزیز - فضل عظیم زلمی مجددی - فوزیه کوفی - کبری دهقان بغلان - حبیب‌الله رامین - منصور نادری - شکریه عیسی‌خیل - عبدالحق مظهری - محمد عاصم عاصم - میر سید آغا قیومی - ناجیه ایماق - هلال‌الدین هلال بلخ - حمیرا اکاخیل - روزگلدی اویچی - ظاهر مسرور - محمدعلی جاوید - شاه‌مردان قل - صیفوره نیازی - علم‌خان آزادی - گلالی‌نور صافی - محمد اسحاق رهگذر - محمد عبده - محمد یوسف غضنفر پروان - جان‌گل کارگر - سامعه عزیزی سادات - شفیقه نوری - صدیق احمد عثمانی - محمد الماس زاهد پکتیا - پاچا خان زدران - شریفه زرمتی وردک - فضل الرحمن څمکنی: در ۸ ثور ۱۳۸۷ درگذشت. - گل بادشاه مجیدی - محمد داوود ځاځی پکتیکا - خالد فاروقی - اسحاق گیلانی - غرغشته فیروز کتوازی - نادر خان کتوازی پنجشیر - راحله سلیم - صالح محمد ریگستانی: استعفا داد. - ظهیر سعادت تخار - راز محمد فیض - بلقیس مدقق - پیرم‌قل ضیایی - حبیبه دانش مفرد زاده - صبغت‌الله ذکی - رئیس عبدالباقی ملک‌زاده - عبدالجبار - محمد ایوب مهر - محمدعالم ساعی جوزجان - بازمحمد جوزجانی - عبدالوهاب - عبدالستار درزابی - فهیمه سادات - فیض الله ذکی خوست - امیرخان صبری - ساهره شریف - محمدگلاب زوی - لیاقت الله بابکرخیل - حنیف شاه حسینی دایکندی - شیرین محسنی - محمدعلی ستیغ - محمد نور اکبری - نصرالله صادقی زاده نیلی زابل - تورپیکی سلیمان خیل - حمیدالله توخی - عبدالسلام راکتی سرپل - پاینده محمد عرب - حمیرا گلشنی - خیر محمد ایماق - عبدالخبیر اچقون - محمدحسین فهیمی سمنگان - احمدخان سمنگانی - دلبر نظری - سلطان علی سلطانی - محمد اسلام محمدی: در سال ۱۳۸۵ ترور شد. غزنی - خیال محمد رحمانی - خیال محمد حسینی - ظاهره احمد یار مولایی - نیاز محمد امیری - راحله بی بی کبرا عالمشاهی - عبدالقیوم سجادی - محمود حسام الدین گیلانی - شاه‌گل رضایی - عبدالجبار شلگری - علی اکبر قاسمی - محمد داوود سلطانزوی غور - دین محمد عظیمی - رقیه نایل - عبدالقادر امامی غوری - قربان کوهستانی - محمدابراهیم ملکزاده - نوش آفرین شهاب دولتی فاریاب - احمدخان رحمانی - آصفه شاداب - سراج‌الدین صفری - محمدرحمان اوغلی - سلطنت کوهی - احمد فاریابی - فتح‌الله قیصاری فراه - مأمور موسی خان نصرت - عبیدالله هلالی - عین‌الدین همدرد - محمد نعیم فراهی - ملالی جویا: اخراج شد. | قندوز - شکریه پیکان احمدی - عبدالرئوف ابراهیمی - فاطمه عزیز - فضل کریم ایماق - قاری رحمت‌الله - محمد امین قانع - محمد عمر - معین مرستیال - نارک‌میر سرافراز: کشته شد. قندهار - احمدشاه خان اچکزی - نیاز محمد امیر لالی - حبیب‌الله - خالد پشتون - شکیبا هاشمی - عبدالقیوم کرزی - عبیدالله اچکزی - فریبا احمدی کاکر - محمد عارف خان نور زی - ملالی اسحاق زی - نورالحق علومی کابل - انورخان اوریا - بیدار ځاځی - جمیل کرزی - محمد داوود کلکانی - محمد محقق - نجیب الله کابلی - نعمت‌الله - رمضان بشر دوست - سیدجان سهاگ - حسین عالمی بلخی - داوود هاشمی - شکریه بارکزی - شهلا عطا - شینکی ذهین کروخیل - صبرینا ثاقب - عباس نویان - عبدالرب رسول سیاف - عبدالکبیر رنجبر - عرفان الله عرفان - فاطمه نظری - فوزیه ناصر یار حیدری - قدریه ابراهیم یزدان‌پرست - محمد ابراهیم قاسمی - محمد اسماعیل صفدری - محمد باقر شیخ‌زاده - محمد سنگین توکلزی - محمد عارف ظریف: کشته شد. - محمد یونس قانونی - تاج محمد مجاهد - ملالی شینواری - میر احمد جوینده - نجیبه شریف - سید مصطفی کاظمی کاپیسا - زین العابدین فرید - طاهره میرزاده - عبدالهادی صافی - محمد اقبال صافی کنر - شجاع الملک جلاله - صاحب الرحمان همت: کشته شد. - شهزاده شاهد - گلهار جلال لغمان - زیفنون صافی - سعید الرحمان - محمد عالم قرار - عبدالهادی واحدی لوگر - اسدالله همت یار - علی محمد شهیدی - شکیلا هاشمی - فضل‌الله مجددی میدان وردک - احمد حسین سنگر دوست - روشنک وردگ - صدیقه مبارز - عبدالرضا رضایی - محمد موسی هوتک ننگرهار - آرین یون - ببرک شینواری - پیر بخش گردیوال - حضرت علی - سایمه خوگیانی - هاشم فولاد - صفیه صدیقی - عبدالمجید - عزیز الرحمان - عطاالله لودین - فاروق میرونی - فریدون مومند - میرویس یاسینی - نورزیه اتمر نورستان - حوا علم نورستانی - دادمحمد نورستانی نیمروز - خدای نظر سرمچار - صالحه مهرزاد هرات - احمد بهزاد - احمد علی جبرییلی - وحید طاهری - محمد صالح سلجوقی - رحیمه جامی - زرین زرین - سعادت فتاحی - محمد شفیق - شهناز همتی - عبدالسلام غازی زاده - عبدالهادی جمشیدی - عزیز احمد نادم - فوزیه گیلانی - محمد عارف طیب - گل احمد امینی - نجلا دهقان نژاد - نذیر احمد حنفی هلمند - دادمحمد خان - عبدالمتین: کشته شد. - محمد انور - میرولی بارکزایی - ناز پرور هادی - نسیمه نیازی - نعمت‌الله غفاری - ولی جان صابری کوچی - تره خیل محمدی - پروین درانی - پروین مومند - عبدالقادر کوچی - پری کوچی - علم گل کوچی - حیدر جان نعیم زوی - عبدالله سلیمان خیل - فهیمه احمد زی - محمد عارف نور زی |